# Royal Historical Commission of Burma
A Royal Historical Commission of Burma produziu as crônicas reais Hmannan Yazawin em 1832 e Dutiya Yazawin em 1869, com registros detalhados e eventos em ordem cronológica da monarquia birmanesa.

## Primeira Comissão (1829-1832)
Em maio de 1829, três anos após a desastrosa  primeira guerra anglo-birmanesa (1824-1826), o rei Bagyidaw criou a primeira Comissão Histórica Real para escrever uma crônica oficial da Dinastia Konbaung. A crônica padrão oficial na época era a Maha Yazawin (A Grande Crônica), a crônica padrão da Dinastia Taungû que cobria desde tempos imemoriais ate outubro de 1711. Foi a segunda tentativa de reis Konbaung de atualizarem a Maha Yazawin. A primeira tentativa, a Yazawin Thit (A Nova Crônica de Myanmar), encomendada pelo seu antecessor e avô, Bodawpaya, não tinha sido aceita porque a nova crônica continha severas críticas de crônicas anteriores. Apesar de ter sido o próprio Bodawpaya que ordenou o autor da Yazawin Thit, Twinthin Taikwun, para verificar a precisão da Maha Yazawin, consultando uma variedade de fontes incluindo centenas de inscrições, o rei não aceitou a nova crônica quando foi apresentado a ele.
Os membros da nova comissão era composta por monges eruditos, historiadores e Brâmanes.
A comissão se reuniu pela primeira vez em 11 de Maio de 1829, e três anos e quatro meses mais tarde, a comissão trouxe os registros históricos até o ano 1821, produzindo a Hmannan Yazawin.

## Segunda Comissão (1867-1869)
A segunda comissão foi formada em 1867. Aproximadamente 15 anos depois de uma ainda mais desastrosa guerra contra o Império Britânico e cerca de um ano depois de uma rebelião que matou o príncipe herdeiro Kanaung Mintha. O abalado rei Mindon encomendou a outra comissão de estudiosos para atualizar a Hmannan. A comissão era composta por cinco altos funcionários da corte, um bibliotecário e um escrivão. Considerando que a primeira comissão tinha parado antes da primeira guerra anglo-birmanesa, a segunda comissão não tinha escolha a não ser relatar as duas guerras desastrosas que levaram quase ao desmembramento do reino. A comissão atualizou a crônica até 1854, logo após a segunda guerra. Segundo o historiador Htin Aung, o relato das duas guerras, foi "escrito com a objetividade de um verdadeiro historiador, e as grandes derrotas nacionais foram descritas fielmente em detalhes". A segunda crônica em dez volumes foi concluída em 1869. 

## Referencias
- Allot, Anna; Patricia Herbert, John Okell (1989).  Patricia Herbert, Anthony Crothers Milner, ed. South-East Asia: Languages and Literatures: a Select Guide. [S.l.]: University of Hawaii Press. ISBN 9780824812676
- Htin Aung, Maung (1967). A History of Burma. Nova York e Londres: Cambridge University Press
- Royal Historical Commission (1829–1832). Hmannan Yazawin (em birmanês). 1–3 2003 ed. Yangon: Ministry of Information, Myanmar
- Khin Maung Nyunt (2009). The Second Myanmar Historical Commission. [S.l.]: Association of Myanmar Archaeologists
- Thaw Kaung, U (2010). Aspects of Myanmar History and Culture. Yangon: Gangaw Myaing